# 二杁站
二杁站（日语：／ Futatsuiri eki */?）是一個位於日本愛知縣清須市西枇杷島町芳野二丁目，屬於名古屋鐵道（名鐵）名古屋本線的鐵路車站。車站編號為NH40。

## 車站構造
對向式月台與兩條通過線，合計2面4線的高架車站。可停靠8節列車。
| 月台           | 路線       | 方向 | 目的地                       |
| -------------- | ---------- | ---- | ---------------------------- |
| （南側待避線） | 名古屋本線 | 下行 | 名鐵一宮、名鐵岐阜、津島方向 |
| （北側待避線） | 名古屋本線 | 上行 | 名鐵名古屋、金山方向         |

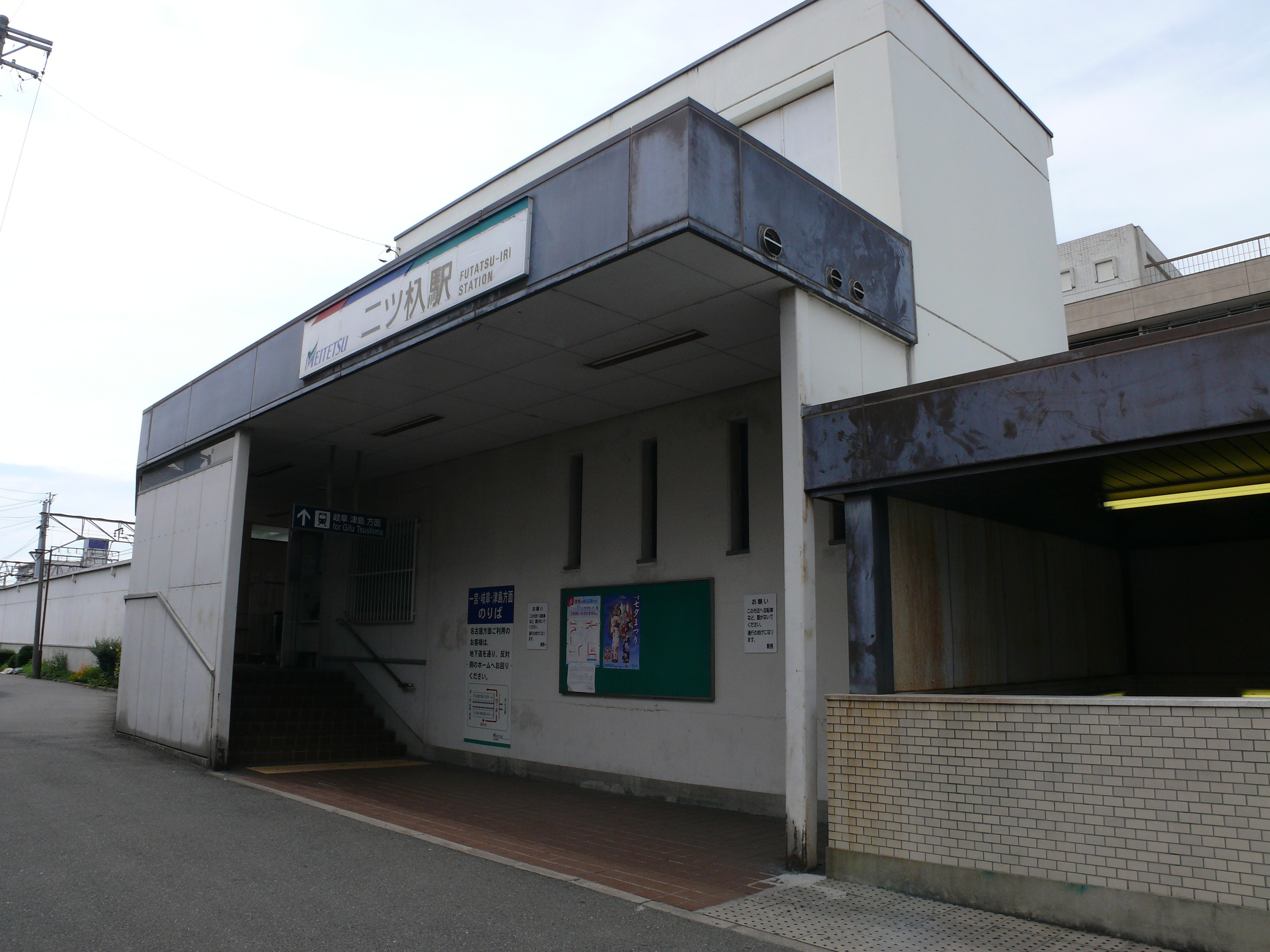
西口
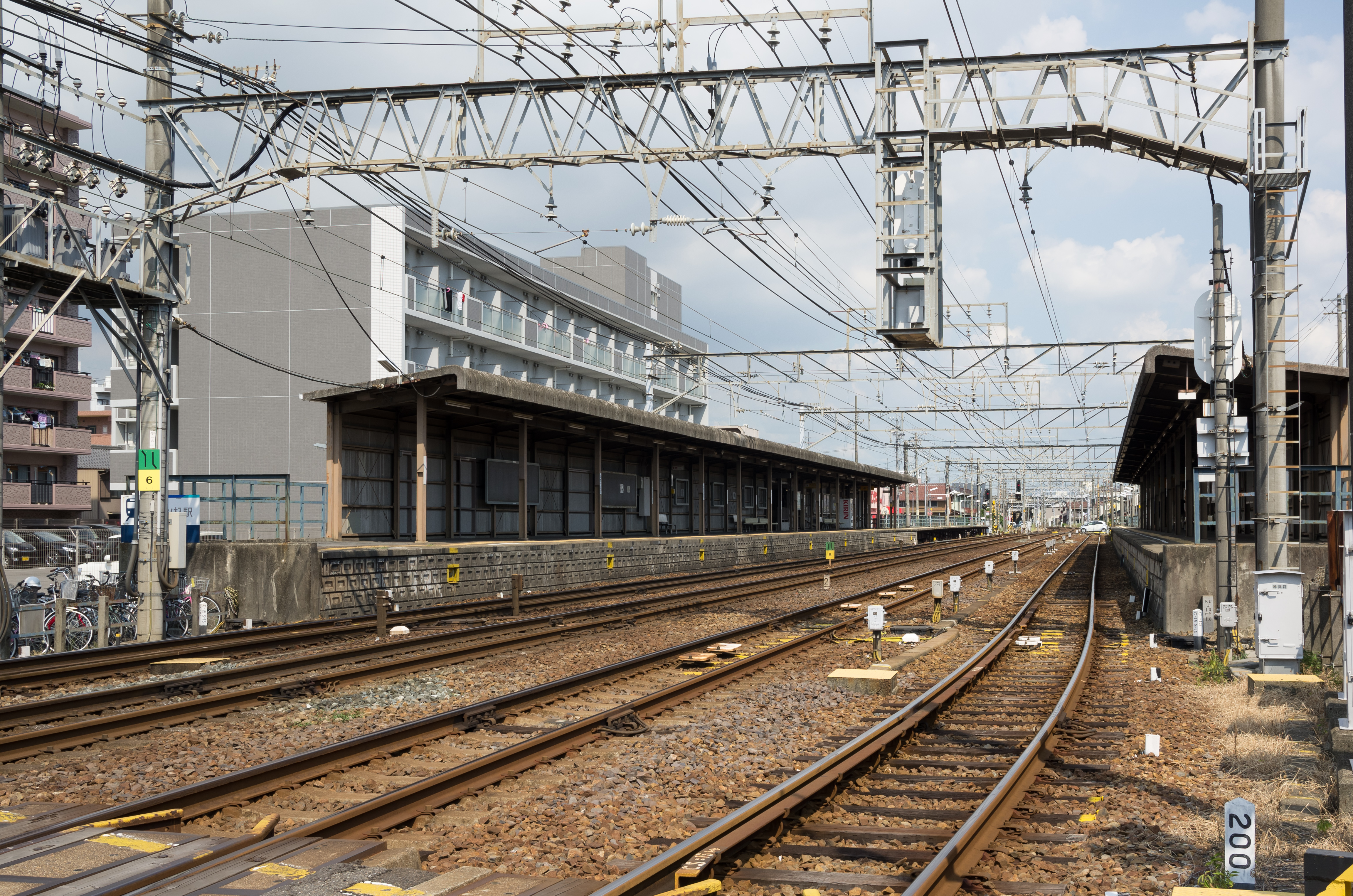
車站構造
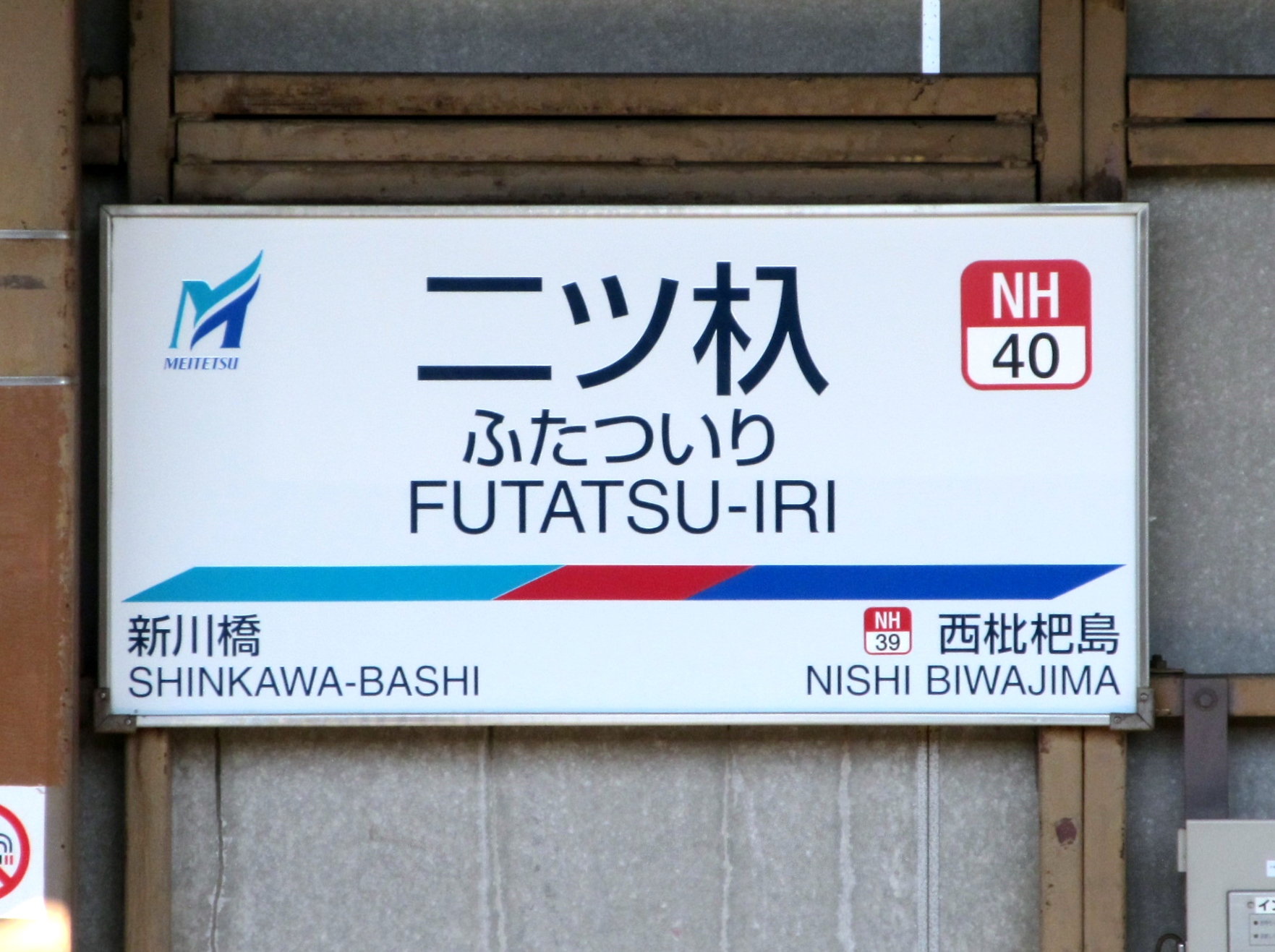
站名牌

### 配線圖
| ← 名古屋方向    | 二杁站 構內配線略圖 | → 一宮、 岐阜方向 |
| 图例 参考文献： |                     |                   |

## 相鄰車站
名古屋鐵道
 名古屋本線
□μ-SKY、□快速特急、□快速特急、■特急、■急行
通過
■急行（平日日間一部分）、■準急
榮生（NH37）－二杁（NH40）－須口（NH42）
■普通
西枇杷島（NH39）－二杁（NH40）－新川橋（NH41）

## 外部連結
- 二杁 - 名古屋鐵道